# Криттенден (округ, Кентукки)
Кри́ттенден (англ. Crittenden County) — округ в штате Кентукки, США. Официально образован в 1842 году. По состоянию на 2010 год, численность населения составляла 9315 человек.

## География
По данным Бюро переписи США, общая площадь округа равняется 960,891 км2, из которых 932,401 км2 суша и 28,490 км2 или 3,000 % это водоёмы.

### Соседние округа
- Хардин, штат Иллинойс (северо-запад)
- Юнион  (север)
- Уэбстер  (северо-восток)
- Колдуэлл  (юго-восток)
- Лайон  (юг)
- Ливингстон  (запад)

## Население
По данным переписи населения 2000 года в округе проживает 9 384 жителей в составе 3 829 домашних хозяйств и 2 707 семей. Плотность населения составляет 10,00 человек на км2. На территории округа насчитывается 4 410 жилых строений, при плотности застройки около 4,60-ти строений на км2. Расовый состав населения: белые — 98,24 %, афроамериканцы — 0,65 %, коренные американцы (индейцы) — 0,15 %, азиаты — 0,09 %, гавайцы — 0,00 %, представители других рас — 0,14 %, представители двух или более рас — 0,74 %. Испаноязычные составляли 0,51 % населения независимо от расы.
В составе 29,60 % из общего числа домашних хозяйств проживают дети в возрасте до 18 лет, 58,80 % домашних хозяйств представляют собой супружеские пары проживающие вместе, 8,90 % домашних хозяйств представляют собой одиноких женщин без супруга, 29,30 % домашних хозяйств не имеют отношения к семьям, 27,00 % домашних хозяйств состоят из одного человека, 13,80 % домашних хозяйств состоят из престарелых (65 лет и старше), проживающих в одиночестве. Средний размер домашнего хозяйства составляет 2,42 человека, и средний размер семьи 2,93 человека.
Возрастной состав округа: 23,20 % моложе 18 лет, 8,00 % от 18 до 24, 26,10 % от 25 до 44, 26,40 % от 45 до 64 и 26,40 % от 65 и старше. Средний возраст жителя округа 40 лет. На каждые 100 женщин приходится 93,80 мужчин. На каждые 100 женщин старше 18 лет приходится 92,50 мужчин.
Средний доход на домохозяйство в округе составлял 29 060 USD, на семью — 36 462 USD. Среднестатистический заработок мужчины был 30 509 USD против 18 961 USD для женщины. Доход на душу населения составлял 15 262 USD. Около 14,70 % семей и 19,10 % общего населения находились ниже черты бедности, в том числе — 30,80 % молодежи (тех, кому ещё не исполнилось 18 лет) и 15,70 % тех, кому было уже больше 65 лет.